# William Bishop (Schauspieler)
William Paxton Bishop (* 16. Juli 1918 in Oak Park, Illinois; † 3. Oktober 1959 in Malibu, Kalifornien) war ein US-amerikanischer Schauspieler.

## Leben
Nach dem Schulabschluss besuchte William Bishop die West Virginia University, wo er ein Jurastudium begann, das er jedoch abbrach, als er seine Liebe zur Schauspielerei entdeckte. Nach einem kurzen Aufenthalt beim Mercury Theatre in New York City ging er nach Hollywood, wo er zunächst einen Vertrag bei der Filmgesellschaft MGM erhielt.
Nach einigen kleinen Nebenrollen, die er 1943 in diversen Filmen bekleidete, wurde Bishop 1944 zur US Army eingezogen. Nach Ableistung seiner Wehrpflicht ging er 1946 nach Hollywood zurück, wo er bis zu seinem Tod im Jahr 1959 in mehr als 50 Filmen und Fernsehserien mitwirkte. William Bishop starb am 3. Oktober 1959 infolge einer Krebserkrankung. Er wurde auf dem Woodlawn Memorial Cemetery in Santa Monica, Kalifornien beigesetzt.

## Filmografie (Auswahl)
- 1943: Seeing Hands (Kurzfilm)
- 1943: Kampf in den Wolken (A Guy Named Joe)
- 1947: Das Lied vom dünnen Mann (Song of the Thin Man)
- 1948: Abrechnung in Coroner Creek (Coroner Creek)
- 1948: Thunderhoof
- 1949: Treibsand (The Walking Hills)
- 1949: Leicht französisch (Slightly French)
- 1949: Der Mann, der zu Weihnachten kam (Mr. Soft Touch) (nur Stimme)
- 1950: Die Lügnerin (Harriet Craig)
- 1951: Burg der Rache (Lorna Doone)
- 1951: Grenzpolizei in Texas (The Texas Rangers)
- 1952: Zwei räumen auf (Cripple Creek)
- 1952: Gier nach Gold (The Raiders)
- 1953: Feuerkopf von Wyoming (The Redhead from Wyoming)
- 1955: Unbesiegt (Top Gun)
- 1957: Mit dem Satan auf Du (Short Cut to Hell)
- 1959: Mit Büchse und Colt (The Oregon Trail)